# 9-甲基蒽
9-甲基蒽是一种有机化合物，化学式为C15H12。它可以2-苄基苯乙酮在三氟甲磺酸铟催化下于二氯乙烷或甲苯中加热（115 °C）脱水得到。它和三氧化硫在1,4-二氧六环中反应，可以得到9-蒽甲磺酸。它和三氯锗烷反应，可以得到9-三氯锗基-9-甲基-9,10-二氢蒽。